# روش‌شناسی سطح پاسخ

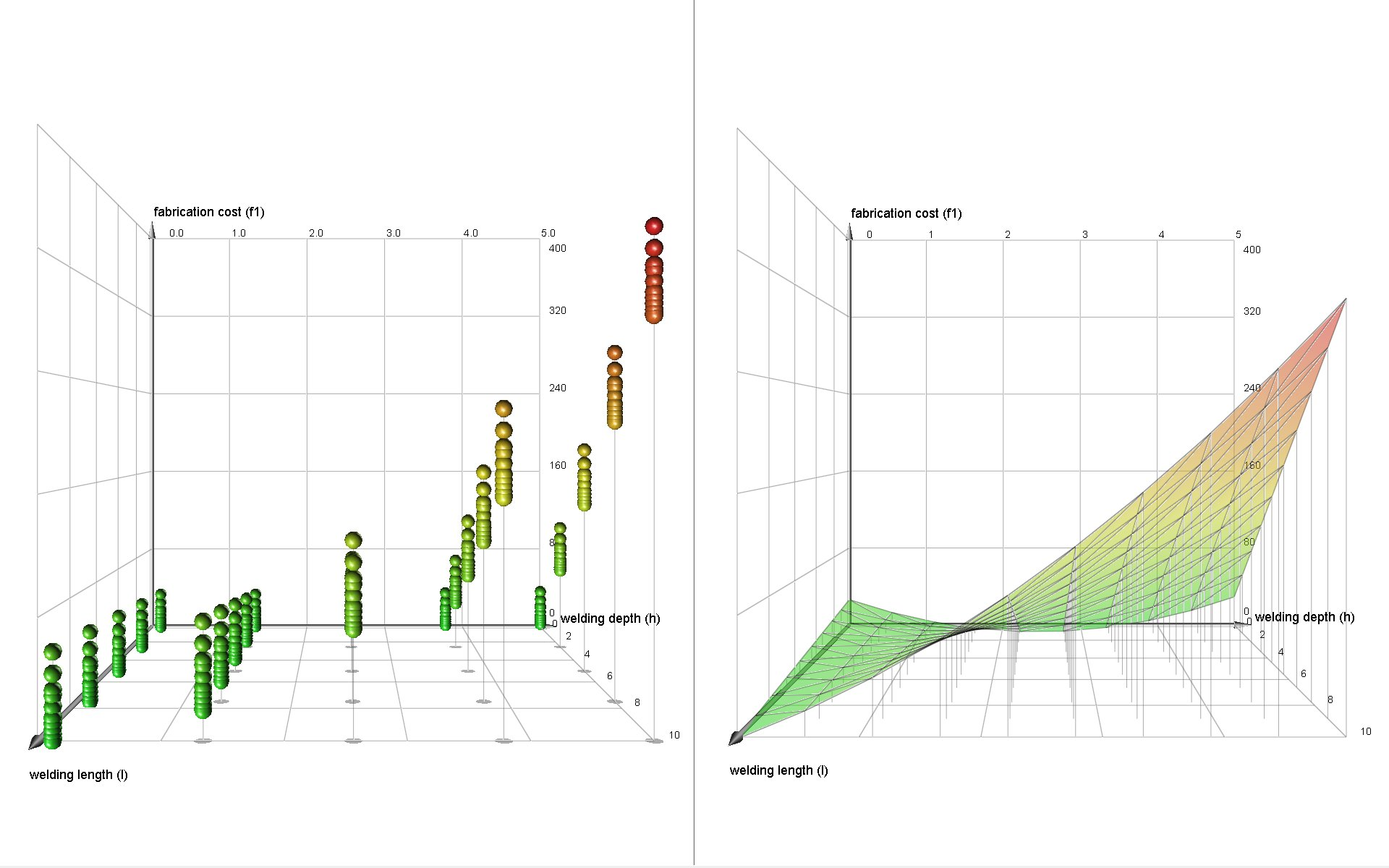
روش‌شناسی سطح پاسخ

روش‌شناسی سطح پاسخ (به انگلیسی: Response Surface Methodology) یا به اختصار RSM، مجموعه‌ای از روش‌های ریاضی است که رابطهٔ بین یک یا چند متغیر پاسخ را با چندین متغیر مستقل (مورد مطالعه) تعیین می‌کند. این روش در سال ۱۹۵۱ توسط باکس و ویلسون معرفی شد، تا به امروز نیز از آن به عنوان یکی از ابزارهای طراحی آزمایش استفاده می‌گردد. هر چند بسیاری این روش را به عنوان یک شبه مدل (Metamodel) می‌دانند.
، مطالعاتی نظیر مطالعهٔ کرمی و همکاران روش سطح پاسخ را به عنوان یک روش قابل قبول در مقایسه با روش‌های سنتی مدل‌سازی نشان داده‌است.
متدولوژی سطح پاسخ Methodology Response Surface یا به صورت اختصاری RSM، یک مجموعه از تکنیک‌های آماری و ریاضیات کاربردی برای ساخت مدل‌های تجربی است. هدف در طرح‌های سطح پاسخ، بهینه‌سازی پاسخ (متغیر خروجی) است که متأثر از چندین متغیر مستقل (متغیرهای ورودی) می‌باشد. یک آزمایش یک سری از آزمون هاست که اجرا نامیده می‌شود. در هر آزمایش تغییرات در متغیرهای ورودی به منظور تعیین علل تغییرات در متغیر پاسخ ایجاد می‌شوند. در طرح‌های سطح پاسخ ساخت مدل‌های رویه پاسخ یک فرایند تکراری می‌باشد. به محض اینکه یک مدل تقریبی به دست آمد، توسط روش نیکویی برازش، مورد آزمون قرار می‌گیرد که آیا جواب رضایت بخش است یا خیر، اگر جواب تأیید نشود تخمین فرایند دوباره شروع می‌شود و آزمایش‌ها بیشتری انجام می‌شود. در طراحی آزمایش‌ها، هدف، شناسایی و تحلیل متغیرهای مؤثر بر خروجی‌ها با کمترین تعداد آزمایش است. روش‌شناسی روشی ریاضیاتی-آماری برای بهینه‌سازی خروجی‌های آزمایش‌ها می‌باشد. این روش با کشف میزان (MSR) سطح پاسخ بهینه هر یک از متغیرهای طراحی به بهترین سطح پاسخ دست می‌یابد. در طراحی آزمایش‌ها، هدف، شناسایی و تحلیل متغیرهای مؤثر بر خروجی‌ها با کمترین تعداد آزمایش است. روش‌شناسی روشی ریاضیاتی-آماری برای بهینه‌سازی خروجی‌های آزمایش‌ها می‌باشد. این روش با کشف میزان (MSR) سطح پاسخ بهینه هر یک از متغیرهای طراحی به بهترین سطح پاسخ دست می‌یابد.
اصولاً روش‌شناسی سطح پاسخ شامل گام‌های زیر است: (الف) آزمایش‌های دو عاملی برای غربالگری متغیرهای ورودی مؤثر؛ (ب) تجزیه و تحلیل رگرسیون برای برآورد تابع برازش خروجی‌ها بر حسب ورودی‌ها؛ و (ج) بهینه‌سازی به منظور تعیین سطوح بهینه متغیرهای ورودی.

## چیستی و اهداف روش سطح پاسخ
یک جنبه مهم RSM طراحی آزمایش‌ها است که عموماً به عنوان DOE شناخته می‌شود. این استراتژی در اصل برای برازش مدل‌های آزمایشی توسعه داده شد اما می‌تواند برای آزمایش‌ها عددی نیز به کار رود. هدف DOE انتخاب نقاطی است که پاسخ باید مورد ارزیابی قرار گیرد. انتخاب طرح‌های آزمایش می‌تواند تأثیر زیادی بر روی صحت تخمین و هزینه ساخت مدل سطح پاسخ داشته باشد. در یک DOE سنتی آزمایش‌ها غربالگری در مراحل ابتدایی فرایند اجرا می‌شود یعنی زمانی که تعداد زیادی از متغیرهای طرح به صورت بالقوه وجود دارد که ممکن است اثرات کوچکی روی پاسخ داشته باشند یا اینکه هیچ تأثیری روی پاسخ نداشته باشند. در علوم مهندسی بسیاری از پدیده‌ها بر مبنای تئوری‌های مربوط به خودشان مدل‌سازی می‌شوند. این درحالیست که بسیاری از پدیده‌ها به دلیل تعداد زیاد عوامل کنترل‌کننده، ناشناخته بودن مکانیسم یا پیچیدگی محاسباتی، قابلیت داشتن مدل ریاضی مناسب را ندارند. در چنین مواردی استفاده از روش‌های تجربی مدلسازی کارساز است؛ روش سطح پاسخ به عنوان یکی از روش‌های مدل‌سازی تجربی مطرح است.
روش سطح پاسخ، یکی از رویکردهای بررسی در طراحی آزمایشها و علوم وابسته است. در روش سطح پاسخ سعی می‌شود تا با استفاده از یک طرح آزمایش مناسب، راهی برای تخمین برهمکنش‌ها(Interactions)، اثرات درجه دوم و حتی شکل موضعی سطح پاسخ مورد مطالعه یافته شود. به عبارتی دیگر؛ روش سطح پاسخ به طراحی یک آزمایش تجربی می‌پردازد که تأثیرات چندگانه متغیرها را مدلسازی می‌نماید. سپس با ارائهٔ یک مدل رگرسیون به برقراری ارتباطی بین جواب و فاکتورها می‌پردازد. در این میان اهداف خاصی به‌طور جدی دنبال می‌شوند که از مهم‌ترین‌شان می‌توان به بهبود فرایند با یافتن ورودی‌های بهینه، رفع مشکلات و نقاط ضعف فرایند و پایدارسازی آن اشاره کرد. از دیگر اهداف این روش می‌توان به دستیابی به یک منحنی جواب بهینه برای دسترسی سریع‌تر، یافتن یک عقربه تأثیر پذیری جواب از متغیرها و نیز تهیه گزارش کلی از روند تغییرات اشاره کرد. در اینجا پایدارسازی مفهوم مهمی در آمار کیفیت است که به حداقل کردن اثرات متغیرهای ثانویه یا غیر کنترلی (اغتشاشی) دلالت می‌کند.
می‌توان مطالعه بهینه‌سازی در روش سطح پاسخ را به شش مرحله تقسیم نمود:
- انتخاب متغیرهای مستقل از اثرات عمده بر سیستم از طریق مطالعات غربالگری و تحدید حدود منطقه آزمایش، با توجه به هدف مطالعه و تجربه محقق (طوفان فکری)
- انتخاب طرح آزمایش و انجام آزمایش‌ها با توجه به زمینه آزمایشی انتخاب‌شده (باکس بنکن، سنترال کامپوزیت، فاکتوریل، تاگوچی، دی اپتیمال و …)
- تحلیل آماری ریاضی از داده‌های تجربی به‌دست‌آمده از طریق تابع چندجمله‌ای مناسب (توسط خود نرم‌افزار انجام می‌شود)
- ارزیابی تناسب مدل (p-value , r squared، گراف‌ها و …)
- تأیید لزوم و امکان انجام یک جابجایی در جهت منطقه مطلوب (در صورت بهینه شدن یک سمت از بازه)
- به دست آوردن مقادیر بهینه برای هر متغیر مورد مطالعه

## روند اجرا
به منظور حل توابع چند متغیره، می‌توان از دو روش سطح پاسخ و نیز شبکه عصبی استفاده نمود. شبکه عصبی مصنوعی یک سیستم پردازش اطلاعات است که مشخصه عملکرد آن، برگرفته از رفتار شبکه‌های عصبی بیولوژیکی است. پردازش اطلاعات در واحدهایی به نام نرون صورت می‌گیرد. یک نرون از سه بخش دندریت، هسته و آکسون تشکیل شده‌است. سیگنال‌های ورودی توسط واحدهای دندریت دریافت و به هسته نرون انتقال داده می‌شوند. در روش شبکه عصبی به دلیل عدم دستیابی به رابطه دقیق ریاضی امکان انجام عملیات ریاضی مانند مشتق‌گیری، بررسی روند تغییرات و اکستریمم‌ها امکان‌پذیر نیست. ولی در روش سطح پاسخ به علت وجود جملات دقیق در فرمول ریاضی، امکان بررسی و تحلیل روند تغییرات میسر است. همچنین به دلیل وجود جملهٔ معرف بهینه‌سازی، یافتن نقطه بهینه با تعداد آزمایش‌ها کمتر نسبت به روش شبکه عصبی میسر است. از نرم‌افزارهای جامع در این زمینه می‌توان به DESIGN EXPERT اشاره نمود که بر اساس انتخاب نوع ماژول به انجام آزمایش بر روی داده‌ها پرداخته و سپس فرمول ریاضی را ارائه می‌دهد. همچنین می‌توان برای دستیابی به متغیرهای محلی و مورد بحث، به انجام تغییرات دستی پرداخت. انجام روش سطح پاسخ بدون داشتن اطلاعات در مورد فرایند و متغییرهای مؤثر بر آن، می‌تواند گمراه‌کننده باشد. متداول‌تر است که قبل از انجام مراحل روش سطح پاسخ، فرایند مورد مطالعه به خوبی بررسی شود و در ابتدا از یک طرح آزمایش غربال برای شناسایی اثر ورودی‌ها بر فرایند مورد مطالعه استفاده گردد.
طراحی آزمایش‌ها به روش سطح پاسخ (RSM) در اولین سال ۱۹۵۰ میلادی شکل گرفت و کاربرد اولیه آن بیشتر برای صنایع شیمیایی بود ولی اخیراً به‌طور گسترده‌ای از روش سطح پاسخ (RSM) برای بهبود کیفیت، طراحی محصول و آنالیز عدم‌قطعیت استفاده می‌شود.

## تحلیل نرم‌افزاری
برای بررسی و رسیدن به معادله ریاضی، براساس نیاز و نیز شرایط محلی آزمایش باید یکی از ماژول‌ها انتخاب گردد. ماژول‌های نرم‌افزاری به شرح زیر است:
- CENTRAL COMPOSITE:بررسی ۵ سطح (مرحله) برای متغیر مستقل
- BOX-BEHNKEN: بررسی ۳ سطح (مرحله) با تعداد آزمایش‌ها کمتر

(طرح‌های Box و Behnken به‌طور مجزا اشاره دارند بر اینکه چگونه می‌توان نقاط را از ترتیب طرح فاکتوریال سه سطحی که باعث می‌شود میزان بازدهی را از روی ضرایب سطح اول و سطح دوم مدل ریاضی تخمین بزنیم، انتخاب کرد. در این صورت، این طرح‌ها در اصل برای تعداد زیادی از متغیرها، کارآمد تر و به صرفه‌تر هستند)
- ONE-FACTOR: بررسی توابع تک متغیره که قابلیت بررسی در اکسل نیز دارد.
- MISCELLANEOUS: بررسی حالات متفرقه و شبیه به حالت BOX-BEHNKEN ولی با تعداد آزمایش‌ها بیشتر
- D-OPTIMAL: واریانس همبستگی را کاهش می‌دهد. همچنین تعداد سطوح و مراحل آزمایش را کاربر تعیین می‌کند.
- HISTORICAL DATA DESIGN: بعد از انجام آزمایش و ثبت داده‌ها برای رسیدن به فرمول ریاضی اقدام می‌شود.

در این نرم‌افزار می‌توان با ایجاد فاکتور قیاسی (TREATMENT) به مقایسه و تحلیل نتایج پرداخت. پس از وارد کردن داده‌ها، نرم‌افزار تعداد آزمایش‌ها مورد نیاز را بر اساس ماژول انتخابی، خلاصه‌ای از شرایط آزمایش‌ها و نیز پراکندگی آزمایش‌ها را به صورت تصویری نمایش می‌دهد.
در مرحله بعد به منظور دستیابی به مدل ریاضی مورد نظر، در بخش ANALYSIS نرم‌افزار نوع معادله را پیشنهاد می‌دهد. این انتخاب براساس عدم رشد خطا و واگرایی، طولانی نشدن معادله و عدم وجود داده‌های پرت صورت می‌گیرد. همچنین می‌توان با تغییر در تنظیم پارامترهای مؤثر در جواب، معادله ریاضی را دگرگون کرد.
در بخش آخر، نرم‌افزار به ارائه خلاصه‌ای از آزمایش‌ها می‌پردازد که در آن مدل معنی‌دار و نیز تأثیر داده‌های پرت مشخص می‌گردد. همچنین اگر داده‌های پرت تأثیری در جواب داشت؛ می‌توان با تغییر در مدل آزمایش‌ها آن را از بین برد.
در مرحله آخر، با تعریف فاکتورهای مهم و مطلوب آزمایش و نیز تعیین میزان اهمیت آن، نرم‌افزار به بهینه‌سازی و ارائه راهکار پرداخته و نتایج را به صورت کامل نمایش می‌دهد.

## بهینه‌سازی
وقتی RSM به نقطه بهینه می‌رسد، شبه مدل چند جمله ای درجه یک با یک شبه مدل چند جمله ای درجه دو جایگزین می‌شود. از شبه مدل چند جمله ای درجه دو برای برآورد نقطه بهینه استفاده می‌شود. در گام آخر نقطه بهینه برآورد شده بررسی می‌شود تا معلوم شود آیا واقعاً بهینه است یا نه.
فرضیات: ۱-متغیرهای تصادفی پیوسته هستند. ۲-میانگین متغیر پاسخ مدنظر است. ۳-مسئله نامقید است.
گام‌های RSM
۱-پویش: تعیین فاکتورهای اصلی که بر متغیر پاسخ اثر گذار هستند با استفاده از ابزارهای طراحی آزمایش، شروع از یک نقطه اولیه، تعیین سایز اولین ناحیه و برازش شبه مدل رگرسیونی درجه یک
۲-بهبود: حرکت به سمت نقاط بهتر با استفاده از روش تندترین شیب نزولی تعیین نقطه بهینه: یافتن مقادیر بهینه از فاکتورها با استفاده از طرح‌های آزمایش CCD و شبه مدل رگرسیون درجه دو. جهت حرکت از مقادیر فعلی فاکتورها به مقادیری که به مقادیر بهینه نزدیک تر باشند از روش تندترین شیب نزولی (صعودی) استفاده می‌شود؛ ایده: از رگرسیون درجه ۱ برای یافتن جهت بیشترین کاهش (افزایش) استفاده می‌شود.
در روش تندترین شیب نزولی اندازه حرکت مشخص نیست. معمولاً یک مقدار اولیه انتخاب می‌شود اگر مقدار پاسخ بدست آمده بزر گ تر از مقدار فعلی باشد اندازه گام را کوچک و اگر مقدار پاسخ کوچک‌تر باشد اندازه گام را بزرگ‌تر می‌کنند. پس از چند مرحله در روش تندترین شیب نزولی مقدار متغیر پاسخ به جای کاهش افزایش می‌یابد. در این حالت تعدادی نقطه دیگر از فضای جواب اطراف، بهترین نقطه یافت شده را ارزیابی می‌کند.
مثال: خروجی یک فرایند شیمیایی بوسیله دو عامل زمان و دمای واکنش تغییر می‌کند. دمای فعلی واکنش F 230 و زمان واکنش min 65 است. به دنبال یافتن بهترین مقادیر از این دو عامل هستیم به نحوی که بیشترین خروجی از فرایند بدست آید.
حل: برای ارزیابی ناحیه اطراف نقطه فعلی یک طرح دو به توان دو با یک دوباره سازی استفاده می‌شود. رنج تغییر در اولین ناحیه انتخاب شده برای فاکتور دما (235,225)F و برای فاکتور زمان (۷۵٬۵۵)دقیقه است.